# Power Player Super Joy
Power Player Super Joy III (conosciuta anche come Power Joy, Power Games e XA-76-1E) è una linea di Famiclones nota soprattutto per le controversie legali a causa della violazione della proprietà intellettuale della Nintendo e dei suoi licenziatari. Prodotta da NrTrade, la linea Power Player è stata venduta in Nord America, Brasile, Europa, Asia e Australia.

## Storia
Quando Nintendo ha scoperto questa linea di prodotti, la società ha avviato una forte azione legale nei confronti di importatori e venditori e ha ottenuto una misura cautelare contro l'importazione e la vendita di sistemi di videogiochi contenenti versioni contraffatte di giochi Nintendo.
A partire dalla primavera del 2005, NrTrade smise di vendere questi prodotti.  Eittek ha voluto continuare la produzione anche se non sono distribuiti in maniera massiccia.
Il 16 dicembre del 2006, l'FBI ha perquisito due negozi del Mall of America nel Minnesota e ha anche cercato strutture di stoccaggio affittate da Yonathan Cohen, proprietario di Perfect Deal LLC di Miami, in Florida.  Le console, acquistate all'ingrosso da 7 $ a 9 $ ciascuna, venivano vendute per 30 $ a 70 $. 1 800 unità di Power Player, ciascuna contenente 76 titoli di videogiochi protetti da copyright appartenenti principalmente a Nintendo o ai suoi licenziatari, sono state sequestrate dalle autorità. Cohen è stato incriminato a Minneapolis nel gennaio 2005 per violazione del diritto d'autore per la vendita di videogiochi Power Player ai negozi del Mall of America e altri centri commerciali in tutta la nazione.
Nell'aprile del 2005, Cohen si è dichiarato colpevole della vendita di videogiochi copiati illegalmente. Nove giorni dopo, 40 agenti dell'FBI hanno arrestato quattro cittadini cinesi per violazione del copyright e hanno sequestrato 60 000 console Power Player nei distretti di Brooklyn, Queens e Manhattan a New York e a Maple Shade, nel New Jersey.

Nel novembre 2005, Cohen è stato condannato a cinque anni nel carcere federale e gli è stato richiesto di pubblicare annunci su riviste di centri commerciali per spiegare al pubblico come ha venduto illegalmente videogiochi pirata ai negozi del Mall of America.

Diversi centri commerciali hanno smesso di vendere questa console, sebbene il prodotto sia ancora venduto da altri rivenditori come i mercatini delle pulci.

## Hardware
La console ricorda un pad per Nintendo 64 e si collega direttamente al televisore. Era disponibile nelle versioni NTSC, PAL e SÉCAM.
Tutte le versioni usano il medesimo "NES-on-a-chip" (NOAC) personalizzato che è un'implementazione dell'hardware del NES come il suo custom 6502, PPU e PAPU.
Le unità assomigliano a un controller per Nintendo 64, con uno slot per cartucce per Famicom posto al di sotto. Veniva venduto con un controller secondario con standard 9-pin derivato da quello del Sega Genesis/Mega Drive. Era venduto, inoltre, con una pistola a 9 pin simile a una Walther PPK. Sebbene il layout dei pulsanti del Power Player Super Joy sia identico a quello del controller Nintendo 64, i pulsanti sono stati mappati in modo diverso. I pulsanti C del controller del Nintendo 64 funzionano come A e B sul Super Joy, i pulsanti A e B del controller della Nintendo 64 sono rispettivamente Start e Select sulla Super Joy. Infine, il pulsante Start del controller N64 è il pulsante Reset. Il joystick analogico è fisso e non ha alcuna funzione.
Le unità sono disponibili in più colori, tra cui beige, nero, grigio, rosso e blu.
La console ha 76.000 giochi integrati, sebbene quelli effettivi siano 76 ripetuti per 1000 volte. Per giustificare ciò fu affermato che ogni gioco poteva essere giocato in 1000 modi diversi.
La maggior parte dei giochi inclusi sono stati originariamente rilasciati per NES o Famicom, ma alcuni sono stati creati dal produttore. Sulla maggior parte dei giochi è stata rimossa la grafica del titolo per risparmiare spazio sul chip ROM.
Ci sono un certo numero di scene rappresentate sul fronte e sul retro delle scatole, ma tutte sono disegni artistici stilizzati o foto ritoccate - nessuna di queste è una vera schermata di gioco. Alcune versioni vendute negli Stati Uniti hanno un'immagine fissa non licenziata (tratta da Star Wars: Episodio I - La minaccia fantasma) sulla parte frontale della scatola.